# Anton Rohrhofer

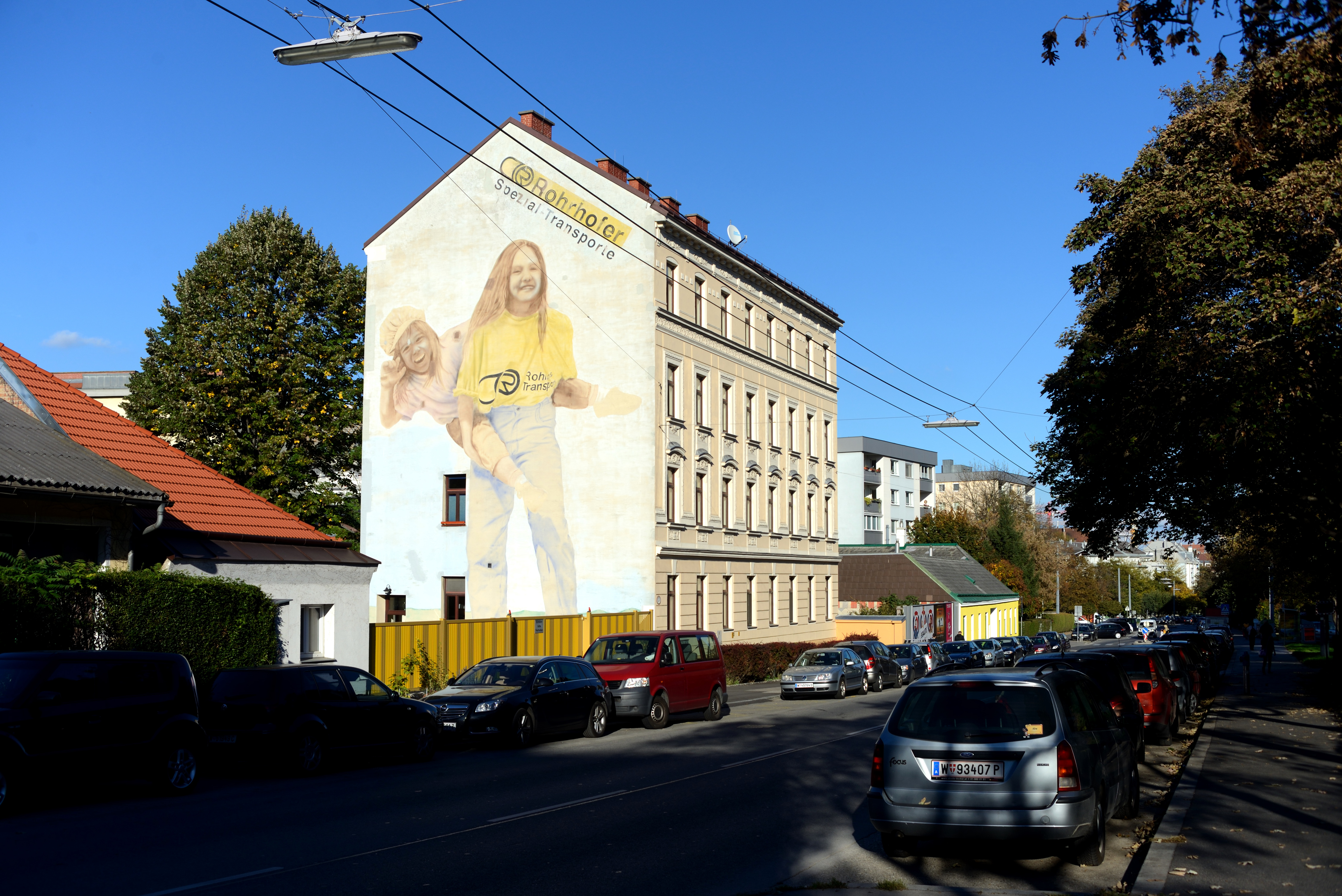
Ehemaliger Standort des Fuhrwerksunternehmens in Wien-Simmering, 2014

Anton Rohrhofer (* 20. Dezember 1882 in Wien; † 23. August 1965 ebenda) war ein österreichischer Fuhrwerksunternehmer und Politiker (ÖVP). Rohrhofer war zwischen 1945 und 1949 Wiener Landtagsabgeordneter und Mitglied des Gemeinderats und zwischen 1945 und 1950 Amtsführender Stadtrat.

## Leben
Rohrhofer betrieb ein großes Fuhrwerkunternehmen und gehörte ab 1922 der Leitung der Berufsgenossenschaft der Wiener Fuhrwerker an. Zwischen 1929 und 1938 leitete er diese Berufsorganisation und war ab 1919 in verschiedenen Funktionen der Christlichsozialen Partei aktiv. Rohrhofer gehörte der Widerstandsbewegung an und wurde von der ÖVP nach dem Zweiten Weltkrieg in den Stadtsenat entsandt. Er übernahm am 29. August 1945 in der Landesregierung Körner I das Amt des Amtsführenden Stadtrats für Wirtschaftsangelegenheiten. Mit dem 14. Februar 1946 wechselte er in der Landesregierung Körner II in das Ressort für Baubehördliche und sonstige technische Angelegenheiten, dem er auch zu Beginn der Landesregierung Körner III angehörte. Mit dem 14. März 1950 schied Rohrhofer aus dem Amt, nachdem er die von der ÖVP vorgeschriebene zulässige Altersgrenze für Mandatsträger überschritten hatte. Zudem war Rohrhofer zwischen dem 13. Dezember 1945 und dem 5. Dezember 1949 Abgeordneter zum Wiener Landtag und Mitglied des Wiener Gemeinderats. 
Nach seinem Tod wurde Rohrhofer auf dem Simmeringer Friedhof (Teil A, Gruppe 18, Reihe G14, Nr. 16) bestattet.

## Auszeichnungen
- 1958: Ehrenring der Stadt Wien

## Rezeption
Nach Rohrhofer wurde 1966 der Anton-Rohrhofer-Hof (Wien XI., Simmeringer Hauptstraße 58) sowie 1971 die Rohrhofergasse (Wien XI.) benannt.